# Sirothyriella pini-austriacae
Sirothyriella pini-austriacae är en svampart som först beskrevs av Roum. & Fautrey, och fick sitt nu gällande namn av B. Sutton 1977. Sirothyriella pini-austriacae ingår i släktet Sirothyriella, divisionen sporsäcksvampar och riket svampar.   Inga underarter finns listade i Catalogue of Life.